# Fuego de contrabatería

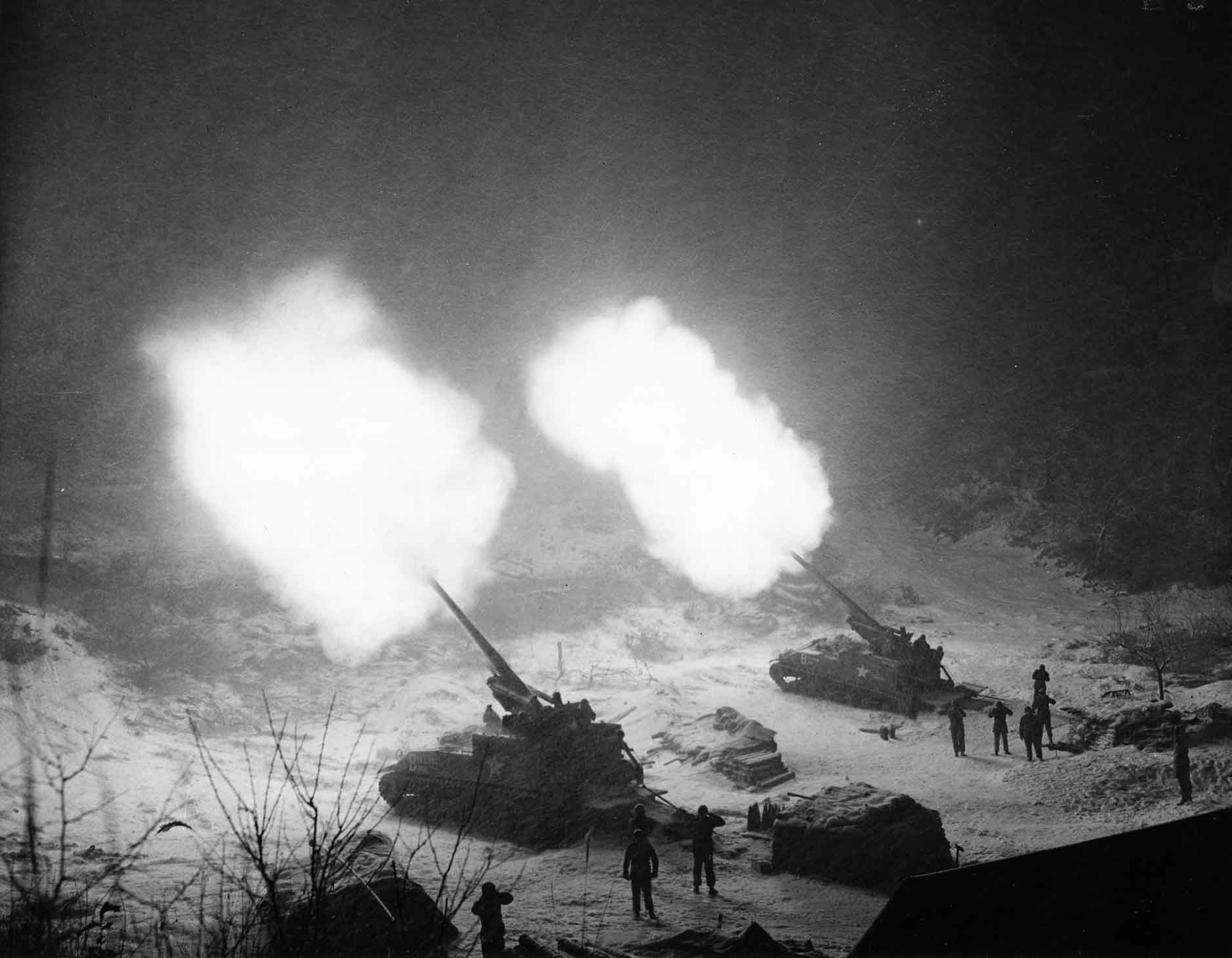
Par de artillería dando apoyo al ejército Estadounidense en Corea (26 de noviembre de 1951)

Se conoce como fuego de contra-batería a un tipo de misión de fuego de artillería en el cual el objetivo es localizar y neutralizar a la artillería enemiga.

## Antecedentes
El fuego indirecto fue introducido con la finalidad de que la artillería pudiera disparar desde posiciones bajo cubierta, a fin de reducir su exposición al fuego enemigo debido a que sería más difícil de ubicar las posiciones de la artillería propia. En un comienzo se pensó poco sobre la necesidad de introducir contra-contramedidas. En los principios la única forma de ubicar las piezas bajo cubierta era posiblemente la observación desde globos. Sin embargo, un efectivo fuego de contrabatería (CB) necesita más que un simple método de observación. El fuego de contrabatería moderno surgió y se desarrolló durante la Primera Guerra Mundial. Desde entonces, el fuego de contrabatería ha evolucionado a la par que los avances tecnológicos de la artillería.

## Objetivos
Los objetivos del fuego CB son habitualmente las piezas de artillería enemigas (incluyendo lanzadores y morteros), buscando neutralizar tanto el material como las tropas haciendo uso del mismo.
La definición formal de la OTAN para contrabatería es: "fuego cuyo propósito es destruir o neutralizar el sistema de apoyo de fuego del enemigo", notando que el mismo puede ser proactivo o reactivo. Esto puede ser logrado mediante ataques a cualquier parte del sistema de artillería enemigo.
En algunos ejércitos, durante ciertos períodos, CB fue también llamado 'contra-bombardeo' (inglés: counter-bombardment), y ocasionalmente 'contra-mortero' (inglés: 'counter-mortar') fue manejado por separado.

## Funciones
Existen cuatro funciones en un sistema de fuego contrabatería (CB):
- Adquisición de blancos.
- Inteligencia CB.
- Control de fuegos CB.
- Unidades de fuego CB.

### Adquisición de blancos
La adquisición de blancos es la fuente de información para la función de Inteligencia CB. Puede generar ubicaciones precisas de unidades de fuego enemigas, o simplemente ser parte de un proceso más complejo para localizar y analizar blancos de la artillería enemiga.
Existen distintos medios y tecnologías de adquisición de blancos.

### Inteligencia CB
La Inteligencia CB aplica los principios y el ciclo de inteligencia al fuego de contrabatería. Utiliza información obtenida de diversas fuentes sobre la artillería enemiga para mantener registros detallados y aplicar técnicas especializadas que aprovechan la naturaleza del fuego de artillería a fin de producir:
- ubicación de las posiciones artilleras hostiles;
- un orden de batalla de la artillería enemiga;
- información sobre la actividad artillera hostil, su distribución, y el análisis de lo que esto implica.

La inteligencia CB se combina usualmente con el control de fuego CB, si bien los puristas en el campo de la inteligencia reconocen que esta no es una buena práctica.

### Control de fuegos CB
El problema principal del control de fuegos es que no siempre tiene sentido atacar las baterías enemigas en el momento en que son ubicadas. Existen desafíos para tomar como blanco las posiciones hostiles, en los cuales muchos factores dependen de las circunstancias y de la situación táctica:
- históricamente se ha demostrado que es difícil dejar "knock-out" una batería;
- hay que tener en claro cual es el resultado esperado del fuego CB: destrucción o neutralización.

"Neutralización" significa dejar la batería temporalmente inutinlizable o reducir su efecitvidad; incluyendo la supresión de la misma obligándola a cambiar de posición. Sin embargo, la "supresión" sólo será efectiva mientras el fuego CB siga cayendo, y además si la batería enemiga se desplaza será necesario hallar su nueva posición.
El resultado deberá ser el que mejor se adapte a la situacián táctica; a veces lo mejor es registrar la ubicación de la batería hostil, y dejar las acciones para más tarde.

### Unidades de fuego CB
Finalmente, es necesario poseer unidades de artillería disponibles, con municiones adecuadas para la tarea de contrabatería. Típicamente, estas unidades son de apoyo general de fuego, si bien también pueden ser empleadas unidades de apoyo directo de fuego cuando no están dedicadas a su rol primario.
Si se utilizan municiones de alto poder explosivo convencionales, puede ser necesario el fuego concentrado de 5 a 10 baterías para neutralizar o destruir efectivamente una batería enemiga.[cita requerida] De allí el atractivo de utilizar lanzacohetes múltiples como el MLRS o los Katiusha, ya que son capaces de un gran volumen de fuego relativamente concentrado en un área, utilizando pocos lanzadores.

## Contramedidas
Existen contra-medidas para reducir la efectividad del fuego contrabatería, algunas nuevas y otras no tanto, entre las cuales se incluyen:
- Enterramiento. Durante la Primera Guerra Mundial, incluso la artillería pesada estaba en posiciones a cubierto con protección superior. El uso de municiones de precisión redujo el valor de esta contramedida.
- Uso de artillería autopropulsada blindada. Da protección contra armas ligeras y esquirlas.
- Fuego-y-movimiento (inglés: "shoot-and-scoot"). Empleado inicialment por la artillería atómica, consistía en disparar un proyectil y cambiar de posición inmediatamente. Irak utilizó la misma técnica en la Guerra del golfo de 1991 para lanzar los misiles SCUD. La artillería de cohetes (como el MLRS) está diseñada para usar esta táctica, así como también los obuses móviles como el G6.
- Dispersión. El incremento de la dispersión de la piezas en una cierta posición reduce la vulnerabilidad de las mismas. Esto está facilitado por los modernos sistemas de control de fuego computarizados; llevando al moderno concepto de "áreas de maniobra de artillería" (inglés: gun manoeuvre areas), en las cuales las subunidades de una batería cambian de posición constantemente. [cita requerida]
- Ocultamiento. Si bien las piezas haciendo fuego pueden ser detectadas por sonido y por radar, el enmascaramiento físico de las mismas puede reducir la probabilidad de detección por otros medios (ej: por las vistas).

También se puede atacar las posiciones de la artillería CB del enemigo, y sus sistemas de detección.